# Ranunculus jazgulemicus
Ranunculus jazgulemicus är en ranunkelväxtart som beskrevs av P.N. Ovchinnikov. Ranunculus jazgulemicus ingår i släktet ranunkler, och familjen ranunkelväxter. Inga underarter finns listade i Catalogue of Life.